# Paljasmaa
Paljasmaa es una localidad del municipio de Märjamaa, en el condado de Rapla, Estonia. Tiene una población estimada, en 2021, de 13 habitantes.
Está ubicada al oeste del condado, cerca de la frontera con los condados de Lääne y Harju.